# Мынтамыр
Мынтамыр (каз. Мыңтамыр) — село в Павлодарской области Казахстана. Находится в подчинении городской администрации Экибастуза. Входит в состав Экибастузского сельского округа. Код КАТО — 552237300.

## Население
В 1999 году население села составляло 223 человека (118 мужчин и 105 женщин). По данным переписи 2009 года, в селе проживало 148 человек (72 мужчины и 76 женщин).